# Eusarsiella tumida
Eusarsiella tumida is een mosselkreeftjessoort uit de familie van de Sarsiellidae. De wetenschappelijke naam van de soort is, als Sarsiella tumida, voor het eerst geldig gepubliceerd in 1905 door Scott.